# لکویو تانارو
لکویو تانارو (به ایتالیایی: Lequio Tanaro) یک کومونه در ایتالیا است که در استان کونیو واقع شده‌است.

## خصوصیات
لکویو تانارو ۱۲٫۱ کیلومترمربع مساحت و ۷۳۱ نفر جمعیت دارد.